# 슈퍼 씽씽캅
마신영웅전 와타루 시리즈(魔神英雄伝ワタルシリーズ 마신에이유덴 와타루 시리즈[*])는 일본의 선라이즈에서 제작한 애니메이션 시리즈이다. 대한민국에서는 투니버스, KBS 2TV, 재능TV에서 드래곤 파이터, 우주용사 씽씽캅, 슈퍼 씽씽캅이라는 제목으로 방영되었다.

## 내용
올해로 11살인 소년 와타루는 학교에서 찰흙으로 슈퍼로봇을 만들었는데, 그 날 밤 꿈에서 슈퍼로봇과 유사한 로봇이 나타나면서 와타루에게 "나랑 같이 그 곳에 가자"고 권유한다. 그러자 와타루는 가기 싫어서 온갖 핑계를 대었다. 하지만 슈퍼로봇은 강제로 와타루를 데리고 간다. 와타루가 찾아온 세계는 무지개 산인 창계산이 있는 곳이다. 그러나 창계산의 무지개는 너무 흐릿흐릿했다. 어느 날 창계산이라는 곳에 드아크다라는 악마가 들어와 그 산에 있었던 주민들을 학대하기 시작한 것이다. 주민들에게 구세주로 환호받으며, 청계산을 구할 것을 약속한 와타루는 닌자 히미코와 검객 야규랑 함께 악마를 물리치러 가게 된다.

## 성우

### 한국어 더빙판
- 박영남
- 노민
- 홍영란
- 김관진
- 정옥주